# Marek Zalewski (lekkoatleta)
Marek Zalewski (ur. 27 lipca 1970 w Kole) – polski lekkoatleta, sprinter.

## Osiągnięcia
16-krotny Mistrz Polski: 9-krotnie na stadionie (100 m - 1992, 1993, 1994 oraz 1995; 200 m - 1989, 1990, 1992, 1993 oraz 1994); 7-krotnie w hali (60 m - 1992, 1993, 1994 oraz 1995; 200 m – 1990, 1992 oraz 1993). 
Wszystkie tytuły zdobywał w barwach klubów ze Zduńskiej Woli - najpierw Pogoń Zduńska Wola, później Start-Resursa Zduńska Wola.
Wielokrotnie reprezentował Polskę na międzynarodowych imprezach, jednak znaczące sukcesy odnosił jedynie w gronie juniorów, podczas Mistrzostw Europy juniorów w lekkoatletyce rozegranych w Varaždinie (1989) zdobył 3 medale : złoto w biegu na 200 m, złoty medal w sztafecie 4 x 100 m oraz srebro w biegu na 100 m.

## Rekordy życiowe

### na stadionie
- bieg na 100 m
  - 10,12 s. (23 lipca 1993, Kielce - wynik uzyskany z nieregulaminowym wiatrem +3,7 m/s)[1][2]
  - 10,36 s. (19 czerwca 1992, Warszawa)
- bieg na 200 m - 20,82 s. (21 czerwca 1992, Warszawa)[2]

### w hali
- bieg na 60 m - 6,67 s (1994)
- bieg na 200 m - 21,13 s (20 lutego 1993, Spała) - 7. wynik w historii polskiej lekkoatletyki